# Гаджинский, Мамед-Гасан Джафаркули оглы
Мамедгасан Джафаркули оглы Гаджинский (азерб. Məhəmmədhəsən Cəfərqulu oğlu Hacınski; 3 марта 1875 — 9 февраля 1931) — российский политический деятель, азербайджанский государственный деятель, инженер. 
Был членом Бакинской городской думы. Занимал должности министра иностранных дел (1918), финансов (1918), внутренних дел (1919—1920) и Председателя Совета Министров Азербайджанской Демократической Республики; первый заместитель Председателя Госплана ЗСФСР.
Стал одним из организаторов социал-демократической группы «Гуммет», был членом либеральной партии «Мусават», затем объявил о вступлении в АКП(б).

## Биография

### Начало деятельности
Родился 3 марта 1875 года в Баку. В 1902 году окончил Петербургский технологический университет. Одно время работал инженером в Москве на нефтеперерабатывающем заводе Асадуллаева.
Вернувшись в 1908 году в Баку, участвовал в строительных работах, в усовершенствовании главного градостроительного плана (автор фон дер Нонне). В 1912 году под редакцией Гаджинского издаётся книга об облагораживании бакинских улиц. В 1913 году возглавлял Бакинское городское управление. Уделял особое внимание Дворцу Ширваншахов, часто выдвигал предложения о защите и реставрации дворца. По инициативе Гаджинского, О. Абуев и Зивер бек Ахмедбеков провели научно-исследовательскую работу для дальнейшей реставрации. В 1902—1917 был гласным Бакинской городской думы.

Был одним из основателей Гуммета, общества распространения грамотности среди мусульман «Нешр-Маариф», входил в руководство мусульманского просветительного общества «Ниджат», в Центральный Комитет «Мусульманского благотворительного общества», был одним из первых членов Мусавата. В 1917 году открыл и принял участие в Съезде кавказских мусульман, который состоялся в Баку. В мае того же года активно участвовал в московском съезде мусульман. 26-31 октября 1917 на первом съезде партии Мусават стал членом центрального комитета партии.

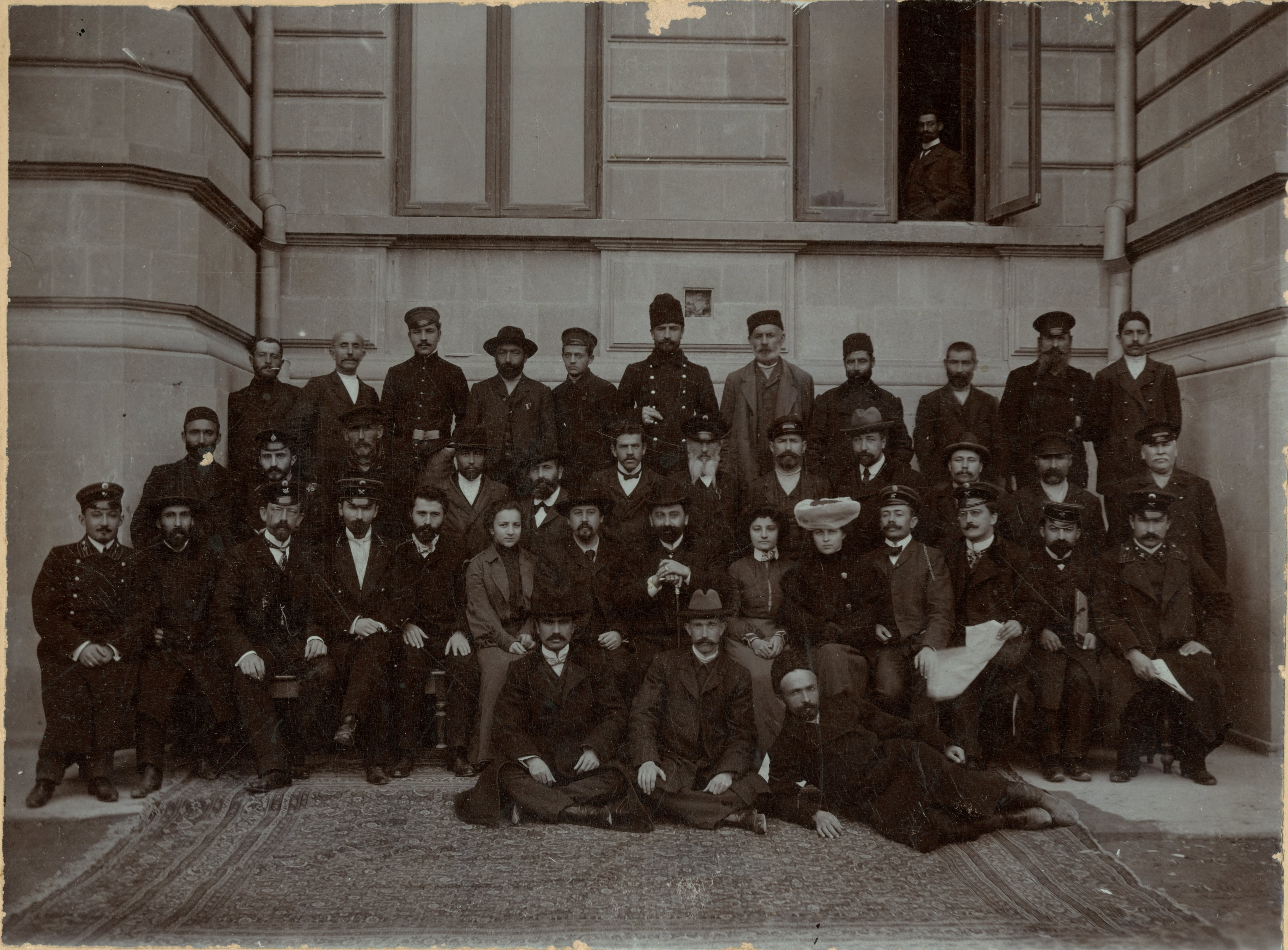
Гаджинский во 2-м ряду (2-й слева) в составе Бакинской городской управы перед её зданием

### Первые победы Гаджинского и дипломатические достижения
Работал заместителем комиссара торговли и промышленности Закавказского комиссариата. Будучи мусаватистом, становится членом Закавказского сейма. Входил в делегацию, которая вела переговоры с Османской империей. Принимая участие в Трабзонской конференции, опротестовал решение Сейма о прекращении переговоров, оценив это, как попытку нарушения мира, и назвал это невиданной в истории диверсией. Чхенкели, по совету Гаджинского, не прекратил переговоры. Несколько членов делегации включая Гаджинского, остались в Трабзоне. В беседе с Энвером-пашой Гаджинский проанализировал политику, проводимую Османской империей на Южном Кавказе. Благодаря Гаджинскому Османская империя выступила с инициативой мира. В ЗДФР Гаджинский был министром торговли и промышленности.
Был одним из шести главных представителей Закавказского сейма на Батумской конференции, где вместе с М. Э. Расулзаде представлял Азербайджанскую Демократическую Республику (АДР). Был одним из 26 членов Национального Совета, принявших Декларацию независимости, стал первым министром иностранных дел АДР. Батумский договор наряду с М. Э. Расулзаде подписал и Гаджинский. 14 июня 1918 года Гаджинский послал правительству Грузии ноту протеста, где требовал немедленного вывода войск из Борчалинского уезда. Гаджинский предложил правительствам Грузии и Армении создать совместные комиссии для уточнения границ республик Южного Кавказа. Во втором кабинете Гаджинский занимал пост министра иностранных дел. 6 октября 1918 года Гаджинский становится министром финансов. 28 ноября 1918 года он подписывает договор с Горской республикой. Согласно договору АДР выделяет Горской республике беспроцентный кредит 10 миллионов рублей. В третьем кабинете Гаджинский занимался контролем работы госструктур, был депутатом парламента. Участвовал в Парижской конференции в составе делегации, возглавляемой Алимардан-беком Топчибашевым, проинформировал участников конференции о борьбе азербайджанцев за независимость, о тяжёлой экономической ситуации, о богатых нефтяных месторождениях АДР.

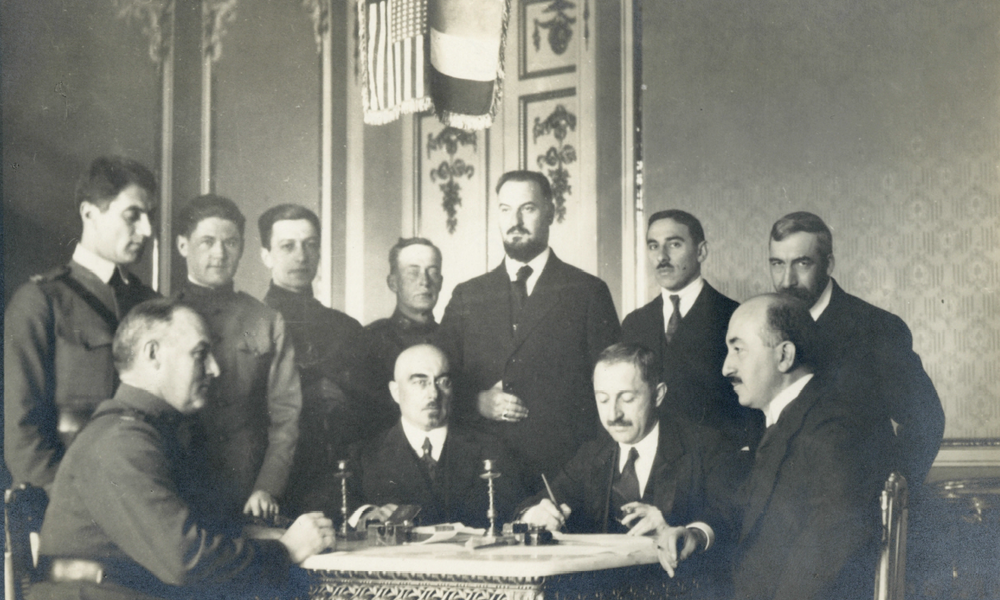
Гаджинский (стоит 1-й справа) во время подписания армяно-азербайджанского соглашения в Тифлисе (ноябрь, 1919 г.)

Гаджинский совместно с А. Топчибашевым подписали приказ о назначении М. Робинова, гражданина США, на должность финансового консультанта азербайджанской делегации. Гаджинский являлся автором двустороннего договора, подписанного с Горской республикой в Париже. Вернувшись с конференции в Баку, он вместе с Насиб-беком Усуббековым отправляется в Тифлис для подписания мирного договора с Арменией. Согласно приказу Государственного Оборонного Комитета Гаджинский вместе с Фатали ханом Хойским и Мамедрза ага Векиловым принимает участие в работе делегации, представлявшей Азербайджан на азербайджано-армянской конференции. В своём выступлении на конференции Гаджинский сказал, что основным препятствием к миру между Азербайджаном и Арменией являются территориальные претензии последней.
На втором съезде Мусавата Маммед Гасан Гаджинский вновь был избран в члены политкомиссии и ЦК партии. 24 декабря 1919 года портфель министра внутренних дел в новом кабинете Усуббекова отошёл Гаджинскому. 18 февраля 1920 года он становится министром торговли, промышленности и провианта. 30 марта 1920 года после принятия отставки кабинета, парламент поручил формирование правительства Гаджинскому. Гаджинский провёл переговоры с партиями, предложил большевикам министерские портфели, но те отказались. 22 апреля Гаджинский сообщил Маммед Юсифу Джафарову, временному спикеру парламента, невозможность сформирования правительства. Гаджинский заявил о выходе из партии «Мусават» и вступлении в Азербайджанскую коммунистическую партию (большевиков). Политический кризис в АДР углубился. После прихода к власти большевиков Гаджинский занимается благоустройством азербайджанских городов.

## Арест. Гибель

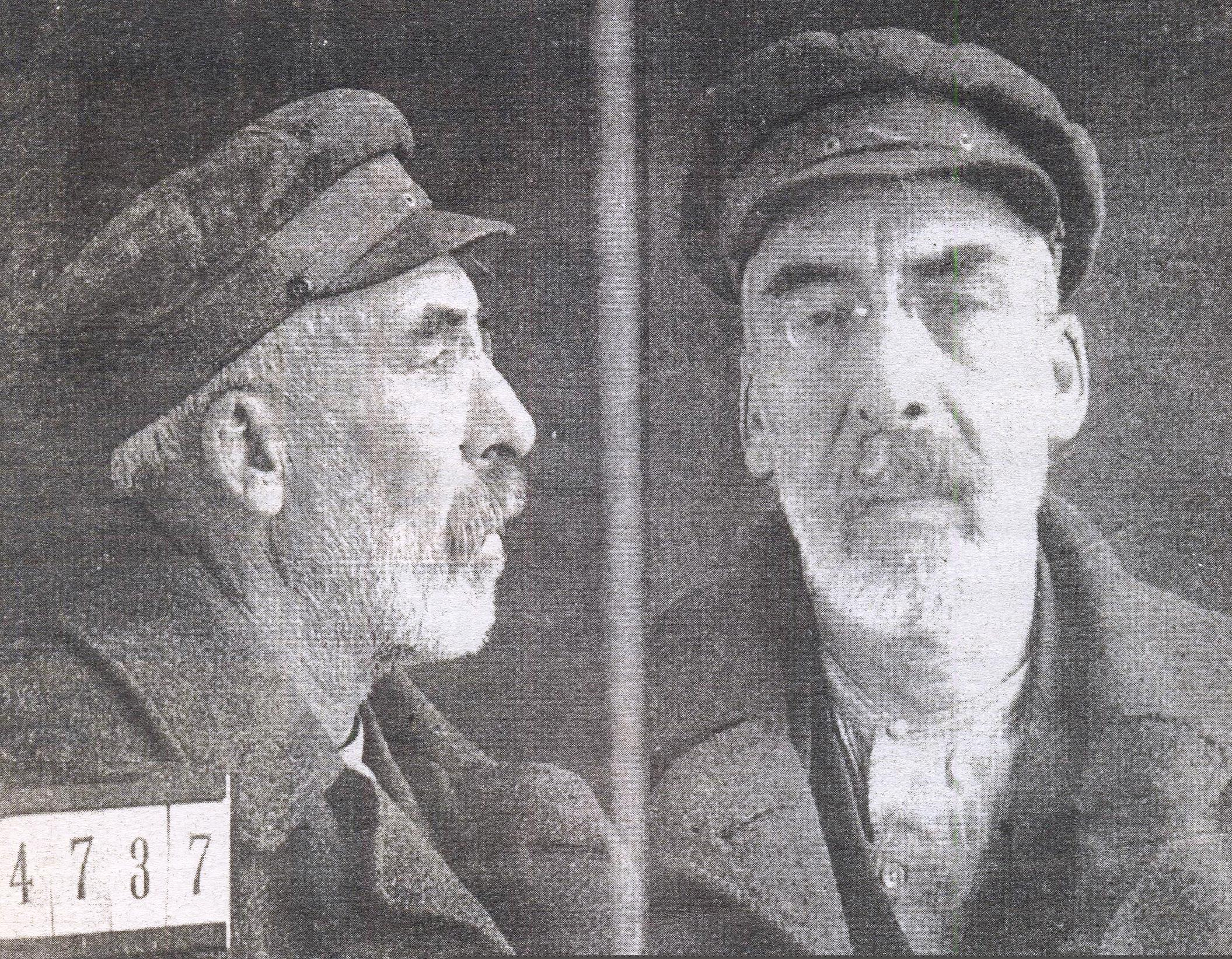
Гаджинский во время следствия

3 декабря 1930 года по приказу Берия Мамед Гасан Гаджинский был арестован. В тюрьме Гаджинский заболел туберкулёзом. Согласно следственным документам Гаджинский, не выдержав пыток, 9 февраля 1931 года совершил суицид. По другой версии, был зверски убит в Тифлисской тюрьме 8 марта 1931 года.
Похоронен на мусульманском кладбище, расположенном на территории ботанического сада Тбилиси.

## Галерея

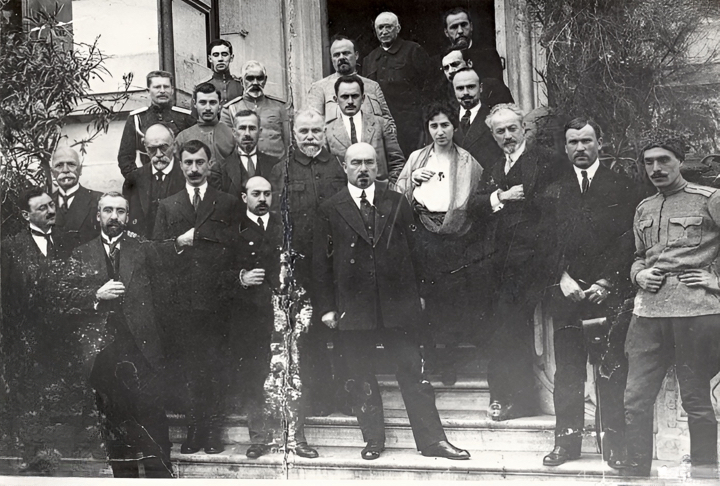
Групповое фото Трапезундской конференции.
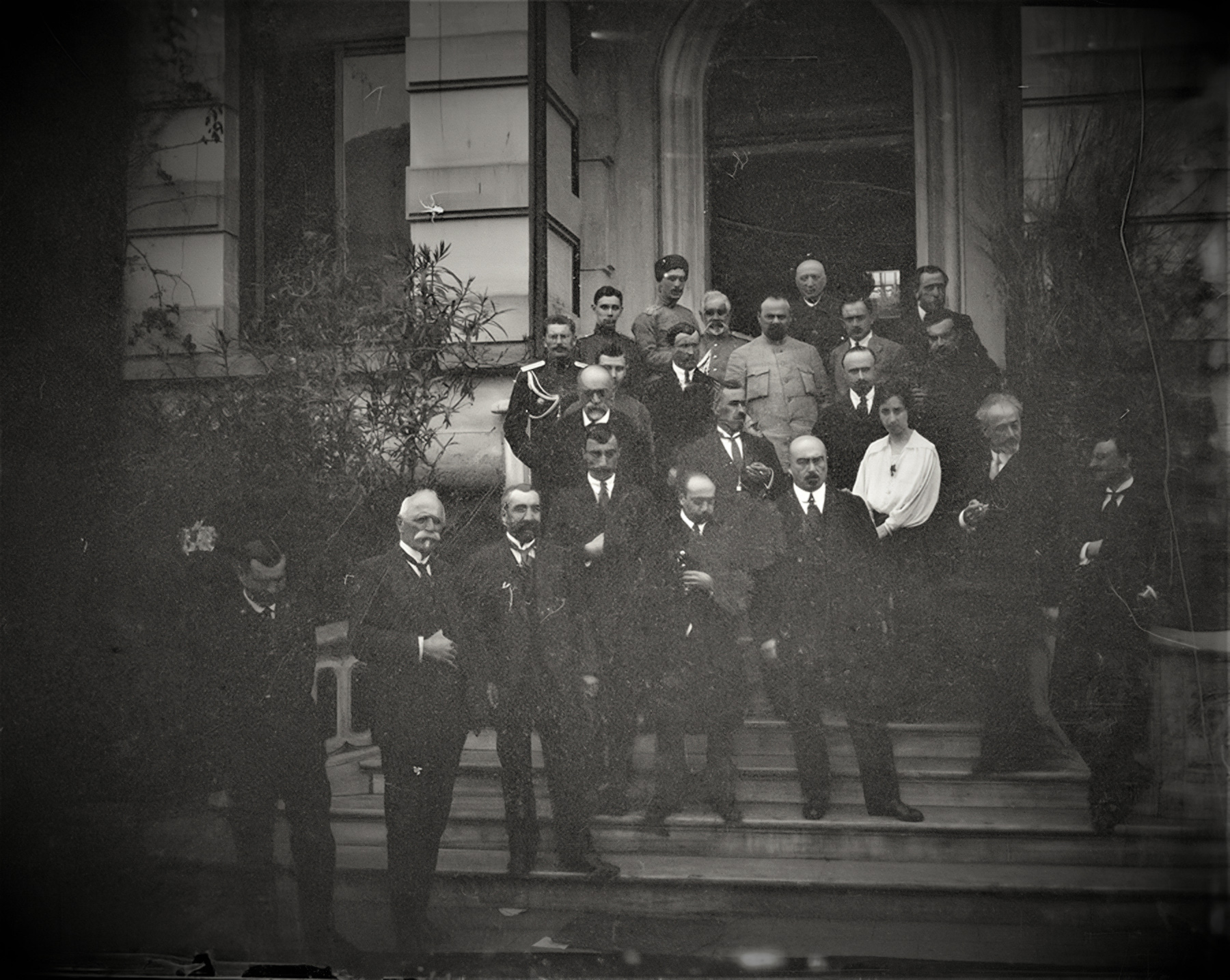
Групповое фото Трапезундской конференции.
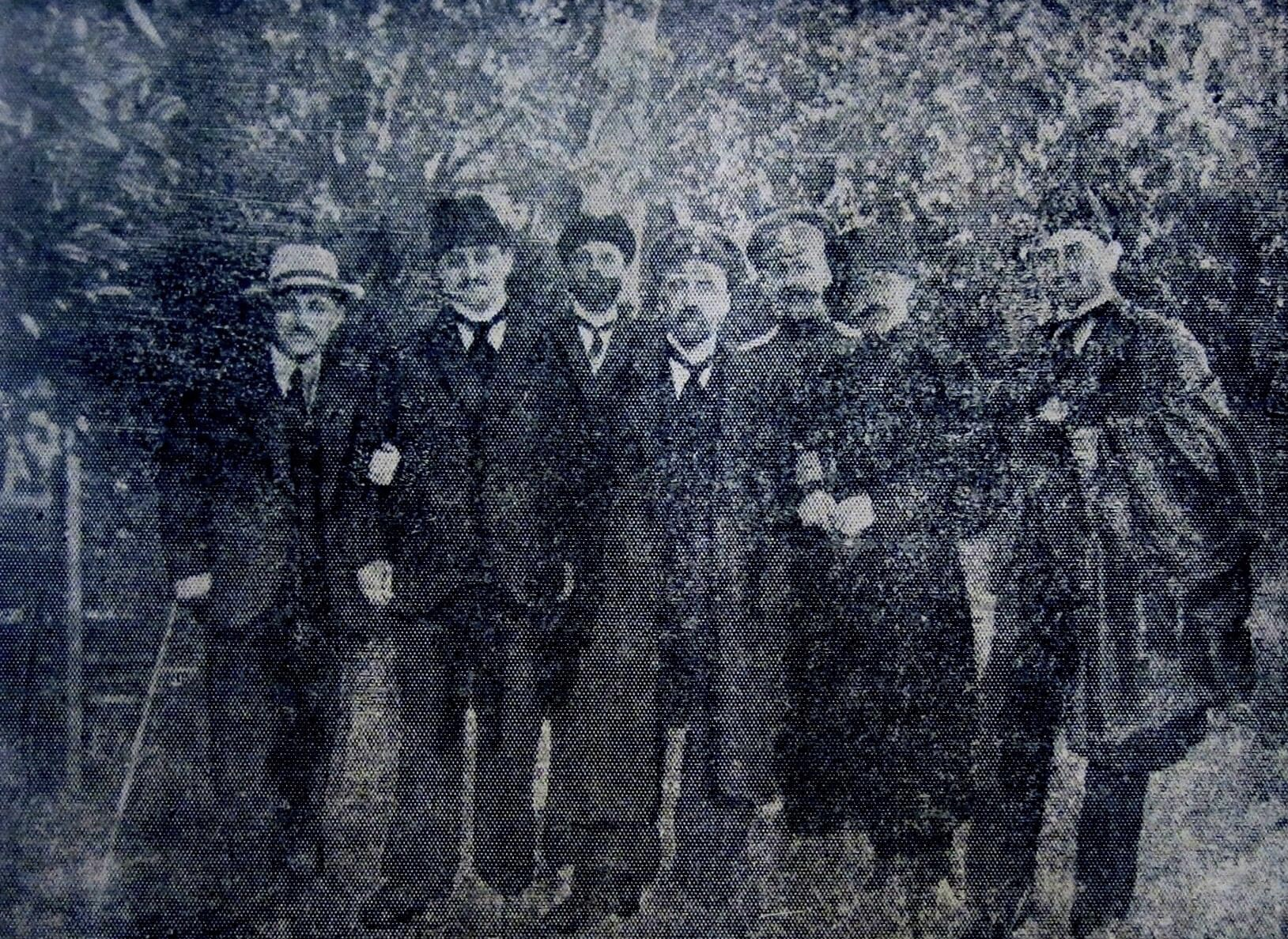
Гаджинский в составе азербайджанской делегации в Батуми (в центре)
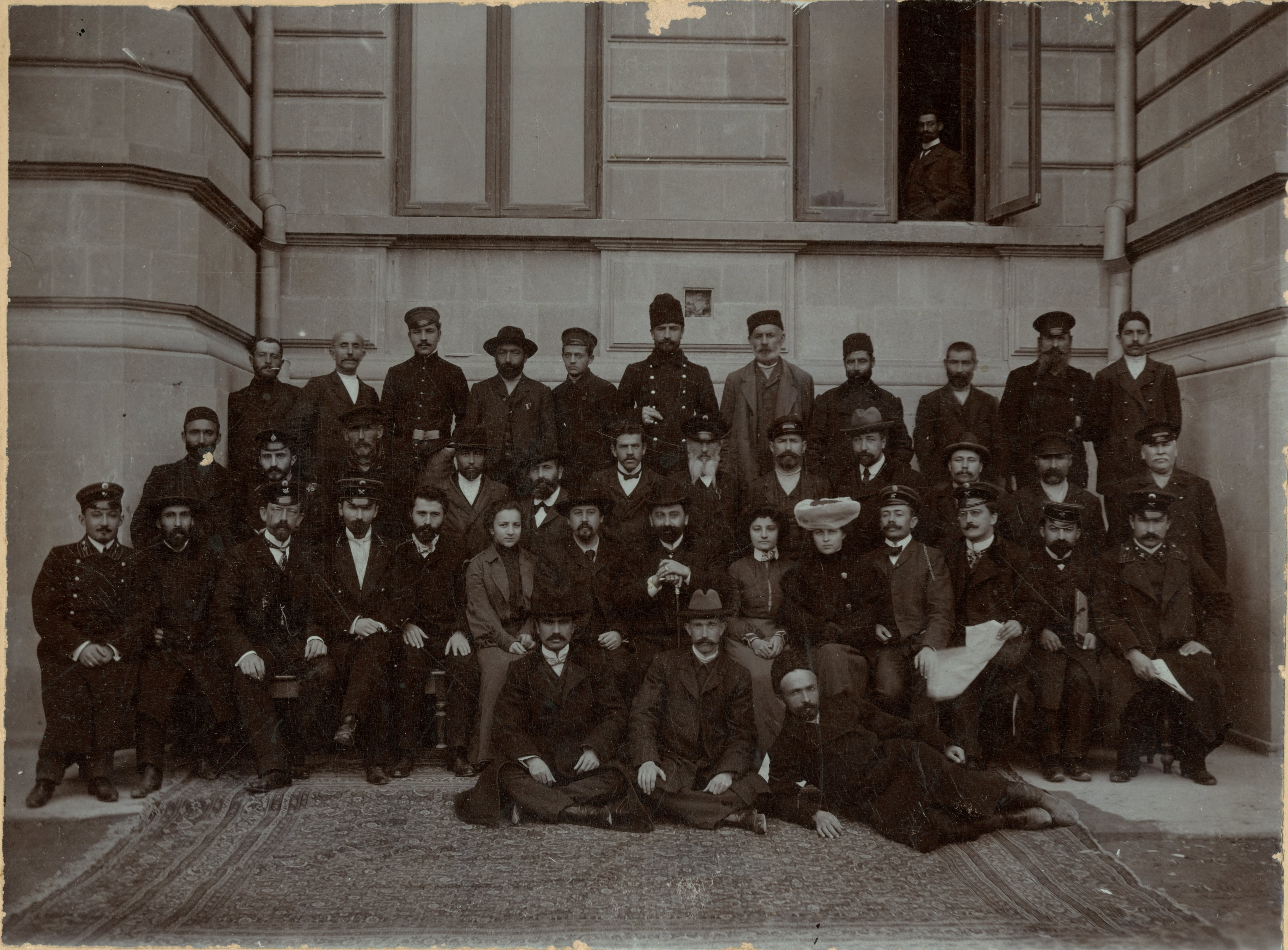
Гаджинский во 2-м ряду (2-й слева) в составе Бакинской городской думы перед её зданием
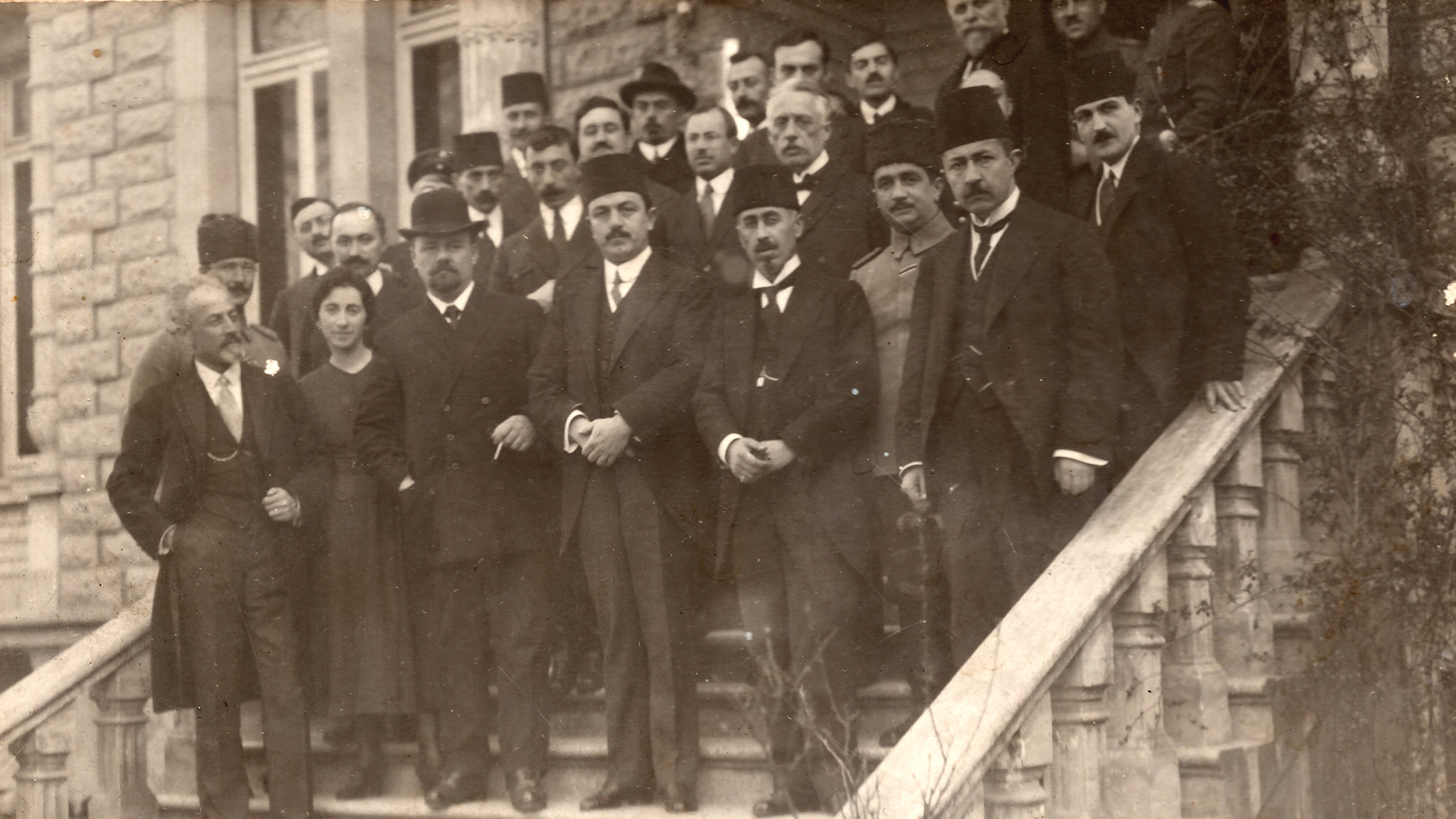
Гаджинский на групповом фото закавказских и османских делегатов Трапезундской конференции.
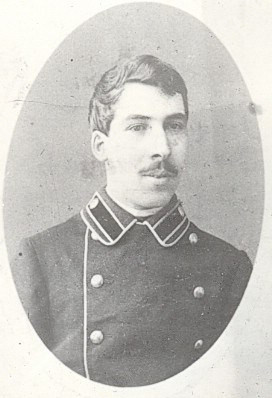
Гаджинский Мамед Гасан в молодости.